# Potrero Nuevo, Jilotepec
Potrero Nuevo är en ort i Mexiko, tillhörande kommunen Jilotepec i den västra delen av delstaten Mexiko. Orten hade 471 invånare vid folkräkningen 2010.